# Bekkeri, Raybag
Bekkeri là một làng thuộc tehsil Raybag, huyện Belgaum, bang Karnataka, Ấn Độ.